# Dionigi Bussola

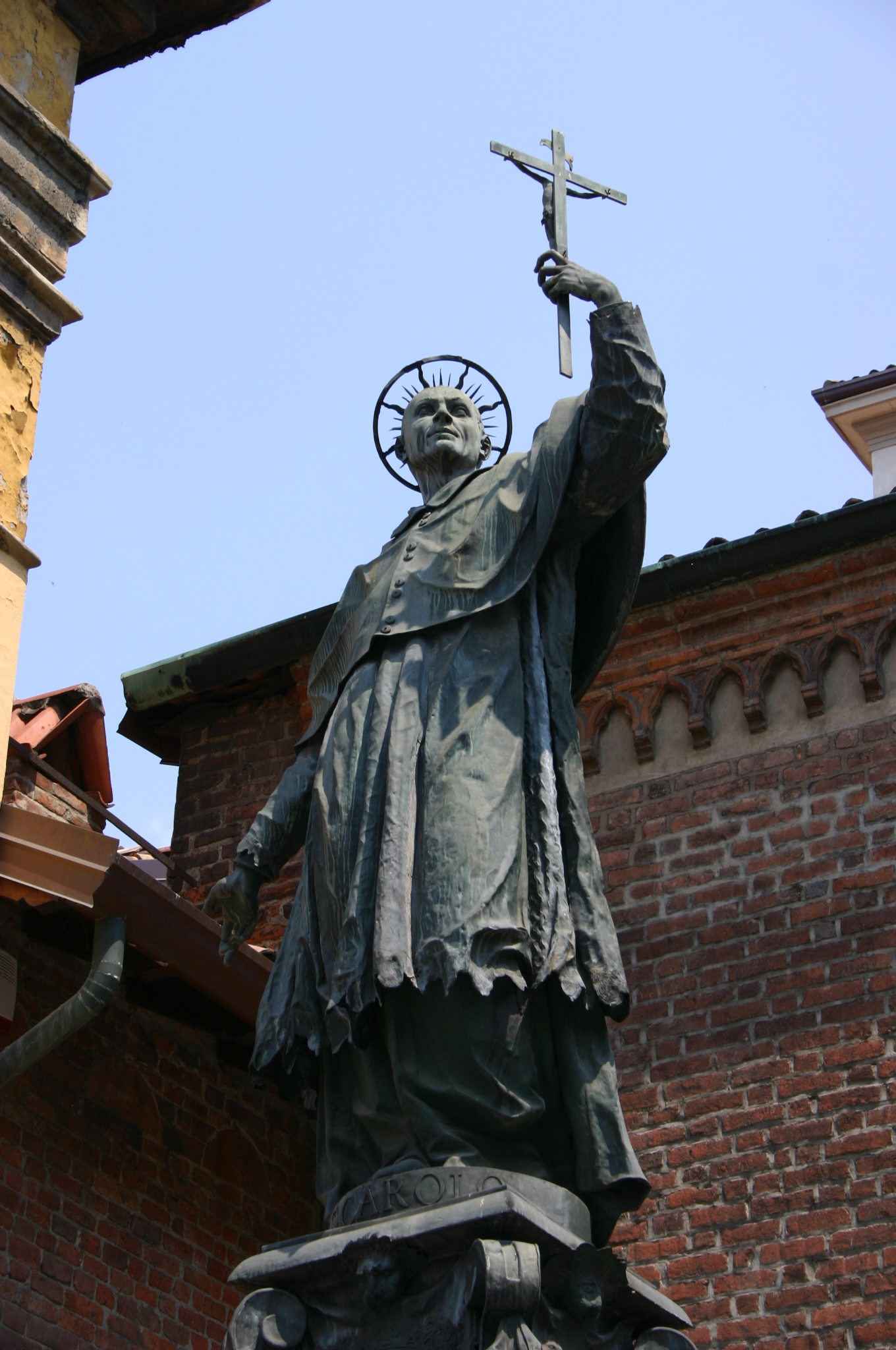
Monumento a San Carlos Borromeo en Milán, obra de Dionigi Bussola.

Dionigi Bussola (Lombardía, 1615 - Milán, 15 de septiembre de 1687) fue un artista, pintor y escultor italiano.
Trabajó sobre todo en Lombardía, donde probablemente nació en 1615. Su formación artística tuvo lugar en Roma, donde permaneció durante mucho tiempo: allí estudió en la Academia de San Lucas y aprendió del maestro Ercole Ferrata. A su regreso a Milán, continuó su trabajo hasta que, en 1645, y se convirtió en imaginero en 1658  Protostatuario de la Venerable Fabbrica del Duomo en Milán.
Algunos años antes, había nacido en 1653, también en Milán su hijo César que siguió los pasos de su padre y también se convirtió en escultor y pintor.
Entre las obras que se conservan de este autor en la Catedral de Milán, se encuentran la estatua de San Martín y San Andrés, así como la bóveda de la Capilla de Nuestra Señora del Árbol.
Se aposentó en Milán, pero nunca de modo permanente solo en la fábrica de Milán, pues trabajó en el Santuario de Saronno, en la Cartuja de Pavía, para la que talló bajorrelieves que representan el Nacimiento de Cristo y la Degollación de los Inocentes y en los Sacri Monti de Piamonte y de Lombardía en Orta, Varallo, Varese y Domodossola.